# RTGame
Daniel Condren (Írország, 1995. április 13. - ), ismertebb nevén RTGame (más néven RTGameCrowd), ír-kanadai YouTuber és élő közvetítő. A játék közbeni humoros kommentárjáról ismert, és gyakran játszik szokatlan vagy vicces módon. 2011-ben kezdett el videókat készíteni, 2016-ban kezdett streamelni. 2018-ban megugrott a népszerűsége, 2022. március 19-től, YouTube csatornájának több mint 2,7 millió feliratkozója, míg Twitch csatornájának több mint 1,1 millió követője van.

## Fiatalkora
Condren Írországban született 1995. április 13-án ír apa és kanadai anya fiaként. Kettős ír és kanadai állampolgársággal rendelkezik. A dublini Trinity College-en tanult, ahol 2017 novemberében angol irodalomból főiskolai diplomát szerzett Tanulmányai, egy játékos társaság tagja volt, ahol megnyert egy Mario Kart versenyt, és kiérdemelte a "Drift King" címet.

## Karrier
Condren 2011. augusztus 13-án hozta létre YouTube csatornáját, és öt nappal később töltötte fel első videóját, egy Terraria Let’s Play-videót. 2012-ben elkezdett videókat készíteni a Team Fortress 2 játékról 2018-ig, amikor áttért a változatos tartalmak készítésére.
2018 elején Tokióba költözött, hogy angoltanári karriert folytasson. YouTube- és Twitch csatornái népszerűsége azonban váratlanul az egekbe szökött nem sokkal azelőtt, hogy tanítani kezdett, és úgy döntött, lemond a munkáról, hogy idejét videók streamelésének, szerkesztésének és közzétételének szentelje. A legfigyelemreméltóbb videók ebből az időből a The Sims 3, a Planet Coaster és a Cities: Skylines játékok voltak. 2018 nyarán visszaköltözött Írországba, és néhány héttel később YouTube-csatornája elérte az 1 millió feliratkozót. 2018 decemberében csatlakozott a Yogscast éves jótékonysági rendezvényéhez, a Jingle Jamhez, ahol 3,3 millió dollárt segített összegyűjteni.
2020 óta Condrennek van egy videószerkesztője, Cloé, aki segíti YouTube-csatornáját az élő adások megvágásával. Legfigyelemreméltóbb videói közé tartozik, hogy Minecraft építő összejövetelt szervezett Twitch-előfizetői számára, 13 napot (és 2 nap játékon belüli időt) töltött azzal, hogy egy fényes Wooloo-t keressen a Pokémon Sword and Shieldben, és minden NPC-t kiütött egy Hitman 3 pályán, hogy mindegyiküket belerakja egy húsfagyasztóba, és egyetlen robbanótartályba lövéssel megölje az egész lakosságot (ami végül meghiúsult, amikor a testek "húspajzsot" alkottak).
2022 decemberében a YouTube videómegosztó felületen néhány videójára korhatár-besorolást rakott.

## Magánélet
Condren tüdeje 2015-ben összeomlott.

## Fordítás
Ez a szócikk részben vagy egészben  a   RTGame című angol Wikipédia-szócikk ezen változatának fordításán alapul.  Az eredeti cikk szerkesztőit annak laptörténete sorolja fel. Ez a jelzés csupán a megfogalmazás eredetét és a szerzői jogokat jelzi, nem szolgál a cikkben szereplő információk forrásmegjelöléseként.